# Mit brennender Sorge
Mit brennender Sorge ("Med brændende bekymring"; "Med dyb ængstelse") er en encyklika udsendt af pave Pius XI den 10. marts 1937, dateret palmesøndag 14. marts. 
Den omhandlede den katolske kirkes situation i Tyskland og nationalsocialisternes undertrykkelse af religion og indeholder en fordømmelse af deres raceteorier. Det er en af få encyklikaer, som ikke er skrevet på latin, men på et nationalt sprog. Den var rettet til de tyske biskopper og til tyske katolikker og blev oplæst i alle katolske kirker i Tyskland.
Anledningen var et foreløbigt lavpunkt i forholdet mellem Den katolske kirke og nazisterne. Det rigskonkordat, der blev indgået sommeren 1933, ville have sikret kirkens rettigheder, hvis det var blevet fulgt, men allerede få uger efter indgåelsen begyndte en udveksling af diplomatiske noter, hvori Vatikanet klagede over konkrete brud på konkordatet. Der blev fra tysk side svaret undvigende eller afvisende, og efterhånden som brud og overgreb tiltog, blev de tyske diplomatiske svar stadig mere ligegyldige og sjældne, samtidig med at den nazistiske propaganda blev mere antikatolsk. Især udløste den katolske modstand mod racediskriminering en særlig heftig propaganda om katolsk sammensværgelse med jøder, bolsjevikker og kapitalister. Under de lange knives nat i 1934 blev der også myrdet katolske aktivister og antinazister, som Erich Klausener, en af lederne af den forbudte tyske katolske aktion. 
Kardinal Michael von Faulhaber, ærkebiskop i München, rejste tidligt i 1937 til Rom. Han rejste sammen med andre tyske biskopper, deriblandt Konrad von Preysing fra Berlin, og Clemens August von Galen på opfordring af kardinalstatssekretær Eugenio Pacelli, der blev pave i 1939. Det første udkast til denne pavelige rundskrivelse var især forfattet af Faulhaber i januar 1937 på kollegiet Santa Maria dell'Anima og overleveret til Pacelli, som videreudviklede teksten.
Mit brennender Sorge måtte spredes i hemmelighed. Der var ingen forhåndsomtale, og Vatikanet udarbejdede samtidig en anden encyklika, som rettede sig mod kommunismen i det håb, at eventuelle lækager ikke ville være så alvorlige. Og de tyske myndigheder, som opsnappede signaler, troede da også, at det drejede sig om en antikommunistisk encyklika. Trykning og distribution af Mit brennender Sorge skete i hemmelighed, og da nazisterne blev klar over det om lørdagen, før encyklikaen blev læst op palmesøndag, nåede de blot i få tilfælde at forhindre oplæsningen. Den blev oplæst fra næsten alle katolske prædikestole i Det tyske rige. De få steder, hvor oplæsningen på grund af længden var opdelt i to, blev anden oplæsning forhindret.
Encyklikaen gjorde det klart for enhver kirkebesøgende katolik, at det var uovervindelige ideologiske forhindringer der umuliggjorde tilnærmelse til den nazistiske verdensanskuelse. Fra myndighedernes side kom det til voldsomme modforholdsregler: alle katolske trykkerier blev lukket eller sat under kontrol, og overvågningen af den katolske kirke blev intensiveret. Der blev også igangsat en intensiveret retsforfølgelse mod katolske institutioner, gejstlige og aktivister. Det blev kaldt "den politiske katolicisme".